# Lisa Morell
Ester Elise (Lisa) Morell, även känd under namnen Koppar-Lisa och Lisa Andersson Morell, född  8 juli 1884 i Grava Värmland, död 17 juni 1971 i Skarpnäcks församling, var en svensk ciselör och konstnär.
Hon var dotter till skräddaren Edvin Andersson och Maria Lovisa Larsson, gift med lantbrukaren Carl Ernst Morell. 
Efter avslutad flickskola i Arvika for hon till USA 1901 där hon studerade vid olika konstskolor i New York och Kent, därefter fortsatte hon studierna i Wien, Tyskland och Österrike samt för ciselören Sven Bengtsson i Lund. Hon återvände till Arvika 1908 och studerade järnsmide för Petter på Myra.
Hon tilldelades Kommerskollegii resestipendium och Värmlands enskilda banks resestipendium.   
Morells konst består av arbeten i linoleum och träsnitt och målade miniatyrer. Hon gjorde brickor i mässing eller koppar med förhöjda kanter, rikligt prydda med gravering och ciselering i fantasifulla mönster. Vägglampetter i brons och koppar, serviser i silver, ljuskronor och många andra föremål i silver och guld. 
Vid den stora Arvika utställningen som anordnades av Arvika Handtverks- och Industriidkareförening 1911 fick hon ett medaljdiplom för sina utställda föremål. Hon var medlem i Arvika Konsthantverk.
Lisa Morell är begravd på Arvika kyrkogård.